# Dešenice
Dešenice település Csehországban, a Klatovyi járásban. Dešenice Strážov, Nýrsko, Hamry, Železná Ruda és Čachrov településekkel határos. Lakosainak száma 716 fő (2024. január 1.).

## Népesség
A település lakosságának változását az alábbi diagram mutatja:
| Lakosok száma | 2297 | 2413 | 2412 | 1050 | 799  | 712  | 679  | 698  | 694  | 716  |
|               | 1869 | 1890 | 1921 | 1950 | 1980 | 2001 | 2017 | 2019 | 2022 | 2024 |